# چوپیکا
چوپیکا (به اسپانیایی: Chupika) یک کوه در پرو است که در استان کانچیس واقع شده‌است. چوپیکا ۵٬۰۶۱٫۸ متر بالاتر از سطح دریا واقع شده‌است.